# Borda de Montaner
La Borda de Montaner és una de les bordes de Segan, al nord-oest de la Borda de Guerra i al nord-est de la Borda de Manyac, al sud-oest del gruix de les Bordes de Segan. És al punt d'enllaç entre el Serrat de Segan, a l'oest, i la Serra de la Travessa, a l'est. Antigament formava part del desaparegut municipi de Conca de Dalt, dins de l'antic municipi d'Hortoneda de la Conca, pertanyent a l'antiga caseria de Segan, al nord-est del municipi.